# تعدد الزوجات في الشريعة الإسلامية
تعدد الزوجات هو فعل مباح شرعه الله تعالى لمصالح عديدة للعباد، قال الله تعالى: (وَإِنْ خِفْتُمْ أَلَّا تُقْسِطُوا فِي الْيَتَامَى فَانْكِحُوا مَا طَابَ لَكُمْ مِنَ النِّسَاءِ مَثْنَى وَثُلَاثَ وَرُبَاعَ فَإِنْ خِفْتُمْ أَلَّا تَعْدِلُوا فَوَاحِدَةً أَوْ مَا مَلَكَتْ أَيْمَانُكُمْ ذَلِكَ أَدْنَى أَلَّا تَعُولُوا) [النساء:3].

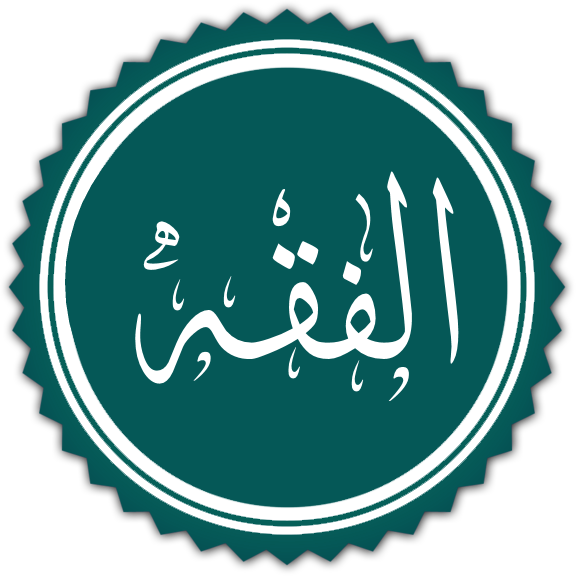

## الحكمة من تعدد الزوجات
لتعدد الزوجات حِكَم كثيرة شرعها الله تعالى، ومنها:
1- التعدد سبب لتكثير الأمة ومعلوم أنه لا تحصل الكثرة إلا بالزواج وما يحصل من كثرة النسل من جراء تعدد الزوجات أكثر مما يحصل بزوجة واحدة وهذا يؤدي إلى زيادة عدد السكان وبالتالي يكون سببًا في قوة الأمة الإسلامية وزيادة الأيدي العاملة فيها مما يسبب ارتفاع الاقتصاد وارتفاع الجيش والقوة العسكرية.
2- الرجال عرضة للحوادث التي قد تودي بحياتهم لأنهم يعملون في المهن الشاقة وهم جنود المعارك فاحتمال الوفاة في صفوفهم أكثر منه في صفوف النساء وهذا من أسباب ارتفاع معدل العنوسة في صفوف النساء والحل الوحيد للقضاء على هذه المشكلة هو التعدد.
3- من الرجال من يكون قوي الشهوة ولا تكفيه امرأة واحدة ولو سُدَّ الباب عليه وقيل له لا يُسمح لك إلا بامرأة واحدة لوقع في المشقة الشديدة وربما ذهب إلى الشهوات المحرمة مثل الزنا. بالإضافة إلى أن المرأة تحيض كل شهر وإذا ولدت تجلس أربعين يوماً في دم النفاس فلا يستطيع الرجل جماع زوجته؛ لأن الجماع في الحيض أو النفاس محرم فأُبيح التعدد عند القدرة على العدل.
4- قد تكون الزوجة عقيمة أو لا يمكن معاشرتها لمرضها والزوج يتطلع إلى الذرية وممارسة الحياة الزوجية ولا سبيل لذلك إلا بالزواج بامرأة أخرى وإلا من الممكن أن يتجه إلى الزنا والشهوات المحرمة.
5- المصالح المشروعة التي تدعو إلى الأخذ بالتعدد، كالحاجة إلى توثيق روابط بين عائلتين، أو توثيق الروابط بين رئيس وبعض أفراد رعيته أو جماعته، ويرى أن مما يحقق هذا الغرض هو المصاهرة –أي الزواج– ويترتب عليه تعدد الزوجات.

## تعدد الزوجات في الشريعة الإسلامية[2]
على الرغم من أن تعدد الزوجات اليوم يرتبط في الغالب بالإسلام وهذه الممارسة موجودة في شبه الجزيرة العربية وفي أماكن أخرى من قبل ظهورها، في الواقع كان تعدد الزوجات واسع الانتشار في المجتمع العربي قبل الإسلام لذلك كان من الصعب على الإسلام أن ينزع بشكل جذري ما هو الجزء الأساسي من العائلة، أي مؤسسة الزواج، وهو ما يفسر الغياب في القرآن عن خطر رسمي لهذه الممارسة ّمع الاخذ بعين الاعتبار السياق التام، فيمكن للمرء أن يقول أن الإسلام يريد قبل كل شيء تنظيم تعدد الزوجات عن طريق الحد من العدد الأقصى لأربع زوجات. صحيح بأن القران يأذن بهذه الممارسة لكن لا يفوضها وهكذا، بتفسير ذكي ومتمسك للآيات القرآنية المتعلقة بتعدد الزوجات، وقد وجد أن الإسلام يضع شروطًا صارمة جدًا على أن يقتصر نطاق هذه الممارسة على الحالات الاستثنائية وهذا ما تنص الآية التي تجيز تعدد الزوجات، قال تعالى: (وإن خفتم أن لا تقسطوا في اليتامى فانكحوا ما طاب لكم من النساء مثنى وثلاث ورباع فإن خفتم ألا تعدلوا فواحدة أو ما ملكت أيمانكم ذلكم أدنى أن لا تعولوا) [النساء:3]. تشترط آيات تعدد الزوجات المساواة بين الزوجات ومع ذلك يبدو أن آية أخرى تقول بأن الرجال غير قادرين على ذلك، قال تعالى: (ولن تستطيعوا أن تعدلوا بين النساء ولو حرصتم فلا تميلوا كل الميل فتذروها كالمعلقة) [النساء:129]. وبعبارة أخرى فإن خطر تعدد الزوجات يشكل استثناء إذا لزم الأمر.

## تعدد الزوجات في العالم الإسلامي
تبنَّت بلدان إسلامية إجراءات لتقييد تعدد الزوجات وتثبيطه، ألغت تركيا وتونس ذلك في حين جعلت الدول الأخرى الأمرَ أكثر صعوبة وبالتالي فإن القانون المغربي منذ مراجعة قانون الأسرة المدونة في عام 2004، تعتبر تعدد الزوجات عائقًا أمام الزواج، ووفقًا للقانون الجديد يحق للمرأة أن تطلب عند توقيع عقد الزواج أن ينبذ زوجها تعدد الزوجات وذلك وفقًا للمادة رقم 4. بالإضافة إلى ذلك يجب على الرجل الذي يخطط للزواج من امرأة أخرى الحصول على تصريح من المحكمة بالإضافة إلى موافقة الزوجة الحالية والمستقبلية وذلك وفقًا للمادتين رقم 40 و46. يجب التأكد على أنه على الرغم من أن تعدد الزوجات نادرًا ما يمارس فإن المشرع المغربي مثل نظرائه في البلدان العربية الأخرى لم يجرؤ على إلغاء هذه المؤسسة بالكامل. تعرضت حالة تعدد الزوجات في الإسلام كثيرًا للنقد من طرف المدافعين عن حقوق المرأة، ما يعد تعدد الزوجات انتهاكًا لمبدأ المساواة بين الرجل والمرأة المنصوص عليها في المادة 16 فقرة 1 من الإعلان العالمي لحقوق الإنسان المادة 14 من الاتفاقية الأوروبية لحقوق الإنسان واتفاقية القضاء على جميع أشكال التمييز ضد المرأة المعتمدة في 18 ديسمبر 1979 من قبل الجمعية العامة للأمم المتحدة.

## تعدد الزوجات في الإسلام
ذكر تعدد الزوجات بشكل رئيسي في الآية 3 من سورة النساء، قال الله تعالى: (وإن خفتم أن لا تقسطوا في اليتامى فانكحوا ما طاب لكم من النساء مثنى وثلاث ورباع فان خفتم ألا تعدلوا فواحدة أو ما ملكت أيمانكم ذلكم أدنى أن لا تعولوا) [النساء:3]، ويقول الله تعالى: (ولن تستطيعوا أن تعدلوا بين النساء ولو حرصتم فلا تميلوا كل الميل فتذروها كالمعلقة وإن تصلحوا وتتقوا فإن الله كان غفورًا رحيمًا) [النساء:129].